# Saison 2012-2013 du Vannes OC
Maillots
Chronologie
Saison précédente Saison suivante
En cette saison 2012-2013, le club Vannetais va évoluer pour la deuxième fois consécutive en National (3e division). Le club conservera son statut professionnel s'il parvient à remonter en Ligue 2 à l'issue de la saison. La saison s'annonce difficile car à l'issue de la dernière journée ce ne sera pas 4 clubs mais 6 clubs qui connaîtront la relégation en CFA. Le National de la saison prochaine doit se jouer avec 18 clubs (sous réserve de descente administrative). Vannes ne se soucie pas de cette nouveauté et vise les 3 premières places.

## La saison

### Avant-saison
En cette avant-saison, le mercato vannetais est plutôt agité. Mais surtout pour les départs car Vannes doit se séparer de 2 de ses meilleurs joueurs (Guillaume Gauclin et Loïc Loval), qui sont un poids salarial pour le club. Il y a aussi d'autres Joueurs comme Brillault ou Rachdi qui arrivent en fin de contrat ainsi que Abenzoar, Christophe, Malcuit et Coulomb qui retournent dans les clubs par lesquels ils avaient été prêtés. 
Quant à Stéphane Le Mignan, il avait été sollicité début juin par le Clermont Foot Auvergne 63. Il a refusé le contrat car comme le dit Michel Jestin au journal Ouest-France :  « On est lié dans les bons comme dans les moins bons moments ».
Pour les arrivées, Michel Jestin a annoncé début juin avoir soumis des offres pour 3 joueurs. Dont notamment Anthony Robic. L'arrivée robic est confirmée le 8 juin en même temps que l'arrivée de Vivian Reydel.
Peu après le 10 juin, l'arrivée de l'ancien lorientais Teddy Audinet était annoncée mais non-officialisée. Quant à Pierre Penhoat (gardien des U19 DH) il s'engage la même semaine pour le club de Dinan-Léhon FC qui évolue en CFA 2.
Le 22 juin, Oumar N'Diaye signe un nouveau contrat d'un an avec le club morbihannais . Le même jour, un nouveau contrat est proposé à Erwan Quintin. Il le refuse et accepte celui qui lui est proposé par l'AC Arles-Avignon, club de ligue 2 .

### Reprise de l'entrainement
Le premier entrainement de la saison a lieu le 26 juin 2012 au Pérenno. Les nouveaux joueurs (Robic, Reydel, Anceaux) débutent à Vannes ainsi que Teddy Audinet et Antoine Ponroy, mis à l'essai jusqu'au 5 juillet. Un autre joueur débarque à Vannes le vendredi 29 juin, il s'agit de Vincent Briant qui est également mis à l'essai.
Jean-Sébastien Gomba signe un contrat le 27 juin avec l'équipe DH.
Le lendemain, c'est au tour d'un gardien d’expérience de signer au VOC : Jean-François Bédénik. Il s'engage avec le club breton pour 2 ans.
Le 4 juillet, les Matchs amicaux débutent pour le VOC. 
Le 6 juillet, le jour même où le calendrier de la saison fut dévoilé, on apprend qu'Antoine Ponroy signe un contrat d'un an avec le club plus un an en cas de montée. 3 jours plus tard c'est Geoffrey Christophe qui signe le même contrat avec Vannes qu'il avait quitté en retour de prêt en juillet dernier. Le 17, Le Mignan fait signer un joueur d'expérience: Yohan Gomez, lui qui est formé à Lyon est passé par Bastia et Cannes. Le club enregistre aussi un départ: Cyril Durand, joueur l'an passé des "U19 nationaux" s'engage avec le Thouars Foot 79. La même semaine, Amara Bangoura qui a connu un bon niveau de football signe un contrat professionnel puisqu'il ne disposait que d'un contrat amateur. Au niveau des départs on apprend que des espoirs du club comme Grégory Gomis, Adrien Le Ho (capitaine de la CFA 2 l'an passé) et Listner Pierre-Louis sont laissés libre par le club Breton.

### Reprise du championnat
Les matchs amicaux font les frais de quelques blessures sans grande gravité au sein du club. Notamment pour Le Rouzic. On craint par contre que Jean-François Bédénik ne soit pas là pour la réception du Poiré-sur-Vie début août. C'est effectivement le cas le jour venu. Les deux premiers gardiens sont absents et c'est donc Jordan Anceaux secondé de Rémi Lignac qui sont sur la feuille de match. Ce ne sont d'ailleurs pas les seuls absents, car plusieurs joueurs dont Mohamed notamment, ne font pas partie de la feuille de match. Et c'est ainsi que le VOC perd 1 but à 0 contre le Poiré sur un but à 11 minutes de la fin de Kifoueti. C'est la première défaite à la rabine depuis que le club est redescendu. Ce n'était pas arrivé depuis le 15 avril 2011 (défaite 3 - 0 contre Sedan). Vannes se range à la 17e place du classement.
La même semaine, la réserve est à la recherche d'un gardien de but à la suite des départs de Melfort et Bourdin. Ils mettent à l'essai le gardien de l'équipe C du Paris Saint-Germain : Johnny Gaza. Il s’entraîne avec les gardiens de l'équipe première . 
Le 7 août 2012, on apprend que le staff ne donne pas suite à son essai. C'est le même jour que Vannes commence son périple en Coupe de la Ligue. Un parcours assez court d'ailleurs car ils sont éliminés par le Gazélec Ajaccio 3 buts partout Après prolongations et 8 à 7 aux tirs au but.
Pour la seconde journée de championnat, Vannes reçoit Metz. Le VOC devra une fois de plus faire sans Bédénik, son gardien titulaire mais enregistrera les retours de El Fardou Mohamed et de Stéphane Kakou ,. Le match se termine sur un score de 2 buts à 1 en faveur du FC Metz malgré l'ouverture du score de Mohamed, Metz l'emporte grâce à des buts de Yeni N'Gbakoto et Diafra Sakho sur pénalty. C'est un score mérité pour les messins qui ont dominé lors de la première période. Vannes pointe alors à la 18e place du classement. 
Le 17 août, Vannes renoue enfin avec la victoire contre Luzenac. Après l'ouverture du score de Ande Dona Ndoh côté adverse (18e), N'Diaye trouve l’égalisation sur un corner de Mohamed (1 - 1 21e). Après la mi-temps, Mohamed s'offre un but après sa passe décisive ! Il reprend un ballon de Kakou et trompe Quentin Westberg (1 - 2 47e). Ndoh se fait expulser à la 56e côté Luzenacien pour contestation (56e). Après une frappe de Sanchez côté vannetais repoussée par Westberg, vannes s'offre un corner repris dans la surface par Antoine Ponroy qui trompe le gardien (1 - 3 71e). Et c'est finalement Youssouf qui met fin au festival de buts sur une passe de Mohamed (4 - 1 89e). Vannes remporte ce soir là son premier match de la saison.
Le 24, Vannes dispute son 3e match à domicile de la saison. C'est l'US Quevilly qui se déplace au Stade de la Rabine ce soir là. Vannes l'emporte sur un score de 2 buts à 1 malgré une ouverture du score quevillaise à la 70e de Rakotoharisoa, Mohamed Youssouf inscrit un doublé. Vannes est alors 7e au championnat. C'est la première victoire à domicile de la saison. 
Le dimanche, c'est la réserve vannetaise qui commence sa saison. Et ils l'emportent 4 buts à 1 au Pérenno contre le Cesson OC.
Le 29 août 2012, Michel Jestin annonce lors d'une conférence de presse que le VOC et le Stade rennais seront désormais partenaires. Le club Rennais prêtera des joueurs à Vannes pour qu'ils puissent s'aguerrir.
Le partenariat sera signé le 15 septembre 2012 au Stade de la route de Lorient pour la 5e journée de championnat de Ligue 1 entre Rennes et Lorient.
Deux jours après l'officialisation du partenariat, le VOC part jouer dans la Région parisienne au Stade Dominique-Duvauchelle pour affronter l'US Créteil-Lusitanos. Vannes trouve l'ouverture du score par Mohamed dès la 35e minute. Menant 1 - 0 à la pause les Vannetais se font rejoindre par la faute d'un C.S.C d'Oumar N'Diaye à la 49e minute. Mais à la 57e Jean-Michel Lesage donne l'avantage aux Cristoliens sur Penalty. le score final est de 2 buts à 1 en faveur des locaux. 
Le lendemain, la réserve réalise un nouveau carton en DH. Ils l'emportent 5 - 1 à l'extérieur contre l'US Langueux. Ils prennent la tête du championnat.
Le lundi 3 septembre 2012, le site officiel du club officialise l'arrivée en prêt de Franck Julienne, le jeune attaquant du Stade rennais 
Le 8 septembre 2012, Vannes dispute son sixième match de championnat de la saison face à Uzès. Ils l'emportent à la Rabine grâce à un but remarquable de Mohamed Youssouf en fin de match. Le VOC se classe 8e.
Le même week-end, la réserve est tenue en échec par Paimpol (0 - 0).
Le 15 septembre 2012, le groupe Vannetais se déplace à Épinal pour tenter de battre un adversaire coriace: le SAS Épinal. Le score final est de 1 - 1 avec un but de Boé-Kane à la première minute pour Vannes et une égalisation de Mangan pour les Spinaliens. Vannes est classé 7e. 
Dans la 3e semaine de septembre, le VOC dispute 2 matchs. Le premier se joue le mardi à la Rabine. Ils concèdent le nul face à Fréjus malgré l'ouverture du score à la 15e minute de Christophe Gaffory car Mathieu Scarpelli égalise à 9 minutes de la pause. Sur la fin du match, les Vannetais subissaient les offensives varoises, mais Jean-François Bédénik sauvait à plusieurs reprises son club en réalisant des sorties décisives. Score final 1 - 1.
Le vendredi, Vannes se déplaçait dans la Somme pour défier Amiens SC. Les Vannetais l'emportent 1 - 0 après une première période tournée largement en leur faveur. C'est Mohamed Youssouf qui redonne confiance au Vannes OC à 1 minute de la mi-temps.
C'est par la suite, une longue période sans victoire. D'abord quatre matchs nuls, du 28 septembre au 2 novembre, puis une défaite 2-0 face au FC Rouen et un autre match nul 2-2 à Paris. Ensuite, Vannes enchaîne deux victoires, de 1 - 0 contre le CA Bastia et du même score face à l'US Orléans.
Le 21 décembre, ils terminent l'année 2012 par une défaite à la Rabine sur un score de 2-1 contre Cherbourg. Le VOC est 7e à la mi-saison.

### Départ de Stéphane Le Mignan
Le 26 décembre, Stéphane Le Mignan est licencié après dix années passées au club. Cela est dû aux mauvais résultats du clubs qui duraient depuis quelques semaines. Michel Jestin fait d'abord appel à Noël Tosi  pour le remplacer mais après avoir abandonné cette piste, c'est Thierry Froger qui vient en renfort . Ce dernier fait appel à un nouvel entraîneur adjoint : l'ancien joueur du Vannes OC David Bouard.

### Deuxième partie de saison
À Metz, à St-Symphorien, sous un public rempli au tiers, Vannes se déplace pour l'objectif d'engranger trois points pour espérer remonter en Ligue 2. Et ça part plutôt bien grâce à un but de Christophe Gaffory en première période. Mais se font rejoindre par un but de Yeni N'Gbakoto après la pause. Ils pensent gagner le match les Grenats grâce à un carton rouge du gardien vannetais Bedenik à la 90e+2. Yeni N'Gbakoto se charge de ce penalty pour marquer un doublé et offrir la victoire à son équipe, mais l'attaquant vannetais Nicolas Diguiny, qui a pris la place de Bedenik, arrête ce penalty puis un joueur messin retire ensuite et arrête la frappe sur la transversale, score final : un but partout.

## Effectif 2012-2013

### Staff Technique
| Entraîneur                                                  | Stéphane Le Mignan, puis Thierry Froger (à partir de janvier 2013) |
| Entraîneur adjoint                                          | Loïc Désiré, puis David Bouard (à partir de janvier 2013)          |
| Entraîneur des gardiens                                     | Damien Le Chesne                                                   |
| Préparateur physique                                        | Guillaume Jahier                                                   |
| Intendant                                                   | Michel Quendo                                                      |
| Responsable de la cellule de Recrutement et de la Formation | Loïc Désiré                                                        |
| Kinésithérapeuthes                                          | Vincent Penfornis et Damien Le Strat                               |
| Médecin                                                     | Christophe Lecomte                                                 |

### Dirigeants
| Président            | Michel Jestin    |
| Vice Président       | Stéphane Kerdodé |
| Directeur commercial | Thierry Gabillet |
| Secrétaire général   | Yann Kombouaré   |

### Équipe professionnelle
| No         | Nat.    | Nom                    | Date de Naissance | Dernier Club          | Sélection nationale |
| ---------- | ------- | ---------------------- | ----------------- | --------------------- | ------------------- |
| Gardiens   |         |                        |                   |                       |                     |
| 1          | France  | Jean-François Bédénik  | 2 novembre 1978   | Neuchâtel Xamax       |                     |
| 16         | France  | Jean-Marc Le Rouzic    | 14 mai 1987       | US Montagnarde        |                     |
| 30         | France  | Jordane Anceaux        | 7 juin 1991       | EA Guingamp           |                     |
| Défenseurs |         |                        |                   |                       |                     |
| 5          | France  | Oumar N'Diaye          | 22 juillet 1985   | UJA Alfortville       |                     |
| 6          | France  | Yann Boé-Kane          | 5 avril 1991      | FC Sochaux            |                     |
| 13         | France  | Antoine Ponroy         | 15 avril 1986     | Stade lavallois       |                     |
| 15         | France  | Vivian Reydel          | 23 avril 1990     | AS Beauvais           |                     |
| 20         | France  | Geoffrey Christophe    | 15 juin 1990      | EA Guingamp           |                     |
| 23         | France  | Stéphane Kakou         | 20 février 1988   | AS Béziers            |                     |
| Milieux    |         |                        |                   |                       |                     |
| 8          | France  | Michel Sanchez         | 9 avril 1990      | Girondins de Bordeaux |                     |
| 11         | France  | Yohan Gomez            | 25 septembre 1981 | AS Cannes             |                     |
| 14         | France  | Mathieu Berson         | 23 février 1980   | Toulouse FC           |                     |
| 17         | France  | Anthony Robic          | 5 mars 1986       | SO Romorantin         |                     |
| 19         | Comores | Mohamed Youssouf       | 26 mars 1988      | Le Havre AC           | Comores             |
| 21         | France  | Fabien Jarsalé         | 20 août 1990      | Formé au club         |                     |
| 22         | Guinée  | Amara Karba Bangoura   | 10 mars 1986      | Vannes OC             |                     |
| 24         | France  | Quentin Bonnet         | 8 juillet 1990    | FC Nantes             |                     |
| 26         | France  | Nathanael Béreaud      | 22 mai 1991       | FC Gueugnon           |                     |
| Attaquants |         |                        |                   |                       |                     |
| 7          | France  | Christophe Gaffory     | 10 mai 1988       | SC Bastia             |                     |
| 9          | France  | Nicolas Diguiny        | 31 mai 1988       | USJA Carquefou        |                     |
| 10         | France  | Mohammed Ben El Fardou | 10 juin 1989      | Le Havre AC           |                     |
| 12         | France  | Nicolas Haquin         | 15 décembre 1980  | Clermont Foot         |                     |
| 18         | France  | Jean-Marie Eveno       | 13 mai 1976       | GSI Pontivy           |                     |
| 27         | France  | Franck Julienne        | 7 mars 1991       | Stade rennais         |                     |

### Effectif réserve
| N°         | Nat.                | Nom                  | Date de Naissance | Dernier Club           |  |
| ---------- | ------------------- | -------------------- | ----------------- | ---------------------- |  |
| Gardiens   |                     |                      |                   |                        |  |
|            | France              | Rémi Lignac          | 31 mars 1994      | Rodez Aveyron Football |  |
| Défenseurs |                     |                      |                   |                        |  |
|            | France              | Karamadi Dabo        | 19 avril 1991     | Stade lavallois        |  |
|            | France              | Jean-Sébastien Gomba | 4 mars 1980       | l'Elvinnoise           |  |
|            | Gabon               | Fabien Balissier     | 12 mai 1992       | Stade rennais          |  |
|            | France              | Adrien Bommé         | 25 avril 1993     | FC Nantes              |  |
| Milieux    |                     |                      |                   |                        |  |
|            | République du Congo | Cecil Filanckembo    | 15 avril 1988     | AJ Auxerre             |  |
|            | France              | Joel Dielna          | 27 décembre 1990  | EA Guingamp            |  |
|            | France              | Steve Lawson         | 8 août 1993       | Formé au club          |  |
|            | France              | Benoit Ardhuin       | 10 février 1993   | Stade rennais          |  |
|            | France              | Kévin Le Bras        | 11 février 1991   | Angers SCO             |  |
|            | France              | Jérémy Pacheco       | 5 avril 1990      | Angers SCO             |  |
|            | France              | Souffou Ridjali      |                   | FC Mtsapéré            |  |
|            | France              | Hugo Charles         | 13 mars 1994      | FC Lorient             |  |
| Attaquants |                     |                      |                   |                        |  |
|            | France              | Bassory Ouatarra     | 20 décembre 1989  | AS Lyon-Duchère        |  |
|            | France              | Benjamin Cottard     | 28 juin 1992      | Stade nazairien        |  |
|            | France              | Nathanael Béreaud    | 22 mai 1991       | FC Gueugnon            |  |
|            | France              | Steevy Negouai       | 2 juillet 1991    | Lille OSC              |  |
|            | France              | Jean-Marie Eveno     | 13 mai 1976       | GSI Pontivy            |  |
|            | France              | Salam Gaillard       | 20 juin 1994      | Girondins de Bordeaux  |  |
|            | France              | Romain Le Barillier  | 4 mai 1994        | FC Lorient             |  |
|            | France              | Arthur le Fol        |                   | Stade briochin         |  |
|            | France              | Ousman Diakité       | 1er janvier 1991  | BO Questembert         |  |

## Transferts

### Essais
| Joueur         | Nationalité | Poste     | Club             | Pays   | Division | Durée               |
| Mercato d'été  |             |           |                  |        |          |                     |
| Teddy Audinet  | France      | Attaquant | Aviron bayonnais | France | National | 26 juin → 5 juillet |
| Antoine Ponroy | France      | Défenseur | Stade lavallois  | France | Ligue 2  | 27 juin → 5 juillet |
| Vincent Briant | France      | Gardien   | CS Sedan         | France | Ligue 2  | 29 juin → 5 juillet |

### Départs
| Joueur               | Nationalité | Poste     | Club                 | Pays   | Division | Notes                  |
| Mercato d'été        |             |           |                      |        |          |                        |
| Loïc Abenzoar        | France      | Défenseur | Olympique lyonnais   | France | Ligue 1  | retour de prêt         |
| Maxime Brillault     | France      | Défenseur |                      | France |          | Fin de contrat         |
| Geoffrey Christophe  | France      | Défenseur | EA Guingamp          | France | Ligue 2  | Retour de prêt         |
| Guillaume Gauclin    | France      | Gardien   |                      | France |          | Fin de contrat         |
| Loïc Loval-Landré    | France      | Attaquant |                      | France |          | Fin de contrat         |
| Kévin Malcuit        | France      | Milieu    | AS Monaco            | France | Ligue 2  | Retour de prêt         |
| Zakaria Rachdi       | France      | Milieu    |                      | France |          | Fin de contrat         |
| Adrien Coulomb       | France      | Milieu    | Montpellier HSC      | France | Ligue 1  | Retour de prêt         |
| Pierre Penhoat       | France      | Gardien   | Dinan-Léhon FC       | France | CFA 2    |                        |
| Erwan Quintin        | France      | Milieu    | AC Arles-Avignon     | France | Ligue 2  | Fin de contrat         |
| Damien Moulin        | France      | Défenseur | FC Istres            | France | Ligue 2  | Résiliation de contrat |
| Francis Liaigre      | France      | Défenseur | Le Poiré-sur-Vie VF  | France | National | contrat amateur        |
| Antoine Le Tapissier | France      | Milieu    | Le Poiré-sur-Vie VF  | France | National | contrat amateur        |
| Kévin Barré          | France      | Défenseur | Vendée Fontenay Foot | France | CFA      |                        |
| Grégory Gomis        | France      | Gardien   |                      | France |          | Libre                  |
| Adrien Le Ho         | France      | Défenseur |                      | France |          | Libre                  |
| Listner Pierre-Louis | France      | Milieu    |                      | France |          | Libre                  |
| Kévin Melfort        | France      | Gardien   |                      | France |          |                        |
| Corentin Bourdin     | France      | Gardien   | AS Vitré             | France | CFA 2    |                        |
| Maxime Jaffres       | France      | Milieu    | St. Co. Locminé      | France | CFA 2    |                        |
| Pierre Henrio        | France      | Milieu    | St. Co. Locminé      | France | CFA 2    |                        |
| Thomas Obin          | France      | Attaquant | GSI Pontivy          | France | CFA      |                        |
| Antoine Piette       | France      | Milieu    | GSI Pontivy          | France | CFA      |                        |
| Meddy Lina           | Guadeloupe  | Défenseur | SM Caen B            | France | CFA      |                        |
| Duckens Nazon        | France      | Attaquant | FC Lorient B         | France | CFA      |                        |
| Killian Coquard      | France      | Attaquant | BO Questembert       | France | DSR      |                        |
| Denis Mayélé         | France      | Milieu    |                      | France |          |                        |
| Sacha Clémence       | France      | Attaquant |                      | France |          |                        |

### Arrivées
| Joueur                | Nationalité | Poste     | Club                      | Pays    | Division                 | Notes                 |
| Mercato d'été         |             |           |                           |         |                          |                       |
| Vivian Reydel         | France      | Défenseur | AS Beauvais               | France  | National                 | 2 ans de contrat      |
| Anthony Robic         | France      | Milieu    | SO Romorantin             | France  | CFA                      | 2 ans de contrat      |
| Jordane Anceaux       | France      | Gardien   | EA Guingamp               | France  | Ligue 2                  |                       |
| Jean-Sébastien Gomba  | France      | Défenseur | L'Elvinoise               | France  | DH                       | Contrat amateur       |
| Jean-François Bédénik | France      | Gardien   | Neuchâtel Xamax           | France  | D1 Suisse                | 2 ans de contrat      |
| Jean-Marie Eveno      | France      | Attaquant | GSI Pontivy               | France  | CFA                      | Contrat amateur       |
| Antoine Ponroy        | France      | Défenseur | Stade lavallois           | France  | Ligue 2                  | 1 an + 1 an si montée |
| Yohan Gomez           | France      | Milieu    | AS Cannes                 | France  | CFA                      | 2 ans                 |
| Geoffrey Christophe   | France      | Défenseur | EA Guingamp               | France  | Ligue 2                  | 1 an + 1 an si montée |
| Souffou Ridjali       | France      | Milieu    | FC Mtsapéré               | Mayotte | Championnat Mayotte      | Amateur               |
| Fabien Balissier      | France      | Défenseur | Stade rennais B           | France  | CFA                      | Amateur               |
| Hugo Charles          | France      | Milieu    | FC Lorient U19            | France  | Championnat National U19 | Amateur               |
| Romain Le Barrillier  | France      | Attaquant | FC Lorient U19            | France  | Championnat National U19 | Amateur               |
| Salam Gaillard        | France      | Attaquant | Girondins de Bordeaux U19 | France  | Championnat National U19 | Amateur               |
| Arthur Le Fol         | France      | Attaquant | Stade briochin            | France  | DH                       | Amateur               |
| Ousman Diakité        | France      | Attaquant | BO Questembert            | France  | DSR                      | Amateur               |
| Franck Julienne       | France      | Attaquant | Stade rennais             | France  | Ligue 1                  | prêt                  |

## Parcours

### National
| Date               | Jour | Adversaire           | Lieu | Score | Rapport | Buteurs du VOC                                  | Buteurs adverses                                        | Class. | Points | Public |
| 4 août 2012        | J01  | Le Poiré-sur-Vie VF  | Dom. | 0 - 1 | Rapport | -                                               | Kifoueti (79e)                                          | 17e    | 0      | 1 790  |
| 11 août 2012       | J02  | FC Metz              | Dom. | 1 - 2 | Rapport | Mohamed (57e)                                   | N'Gbakoto (76e) Sakho (80e s.p.)                        | 18e    | 0      | 1 672  |
| 18 août 2012       | J03  | US Luzenac           | Ext. | 1 - 4 | Rapport | Ndoh (18e)                                      | N'Diaye (21e) Mohamed (47e) Ponroy (71e) Youssouf (89e) | 13e    | 3      |        |
| 25 août 2012       | J04  | US Quevilly          | Dom. | 2 - 1 | Rapport | Youssouf (72e) Youssouf (75e)                   | Rakotoharisoa (70e)                                     | 7e     | 6      | 1 864  |
| 1er septembre 2012 | J05  | US Créteil-Lusitanos | Ext. | 2 - 1 | Rapport | Mohamed (35e)                                   | N'Diaye (c.s.c.) (49e) Lesage (s.p.) (57e)              | 11e    | 6      | 800    |
| 8 septembre 2012   | J06  | ES Uzès              | Dom. | 1 - 0 | Rapport | Youssouf (87e)                                  | -                                                       | 8e     | 9      |        |
| 14 septembre 2012  | J07  | SAS Épinal           | Ext. | 1 - 1 | Rapport | Boé-Kane (1re)                                  | Mangan (21e)                                            | 7e     | 10     | 900    |
| 18 septembre 2012  | J08  | ES Fréjus            | Dom. | 1 - 1 | Rapport | Gaffory (15e)                                   | Scarpelli (36e)                                         | 7e     | 11     | 1 850  |
| 22 septembre 2012  | J09  | Amiens SC            | Ext. | 0 - 1 | Rapport | Youssouf (44e)                                  | -                                                       | 6e     | 14     |        |
| 29 septembre 2012  | J10  | USJA Carquefou       | Dom. | 0 - 0 | Rapport | -                                               | -                                                       | 7e     | 15     |        |
| 6 octobre 2012     | J11  | FC Bourg-Péronnas    | Ext. | 0 - 0 | Rapport | -                                               | -                                                       | 6e     | 16     |        |
| 20 octobre 2012    | J12  | FC Colmar            | Dom. | 1 - 1 | Rapport | Mohamed (79e)                                   | Louisy-Daniel (39e)                                     | 7e     | 17     |        |
| 3 novembre 2012    | J13  | Red Star 93          | Ext. | 0 - 0 | Rapport | -                                               | -                                                       | 8e     | 18     |        |
| 10 novembre 2012   | J14  | FC Rouen             | Dom. | 0 - 2 | Rapport | -                                               | Dugimont (46e) Persico (90+2e)                          | 10e    | 18     |        |
| 19 novembre 2012   | J15  | Paris FC             | Ext. | 2 - 2 | Rapport | Boé-Kane (33e) Robic (40e)                      | Balamandji (55e) Diarra (60e)                           | 12e    | 19     |        |
| 1er décembre 2012  | J16  | CA Bastia            | Dom. | 1 - 0 | Rapport | Robic (61e)                                     | -                                                       | 8e     | 22     |        |
| 16 décembre 2012   | J17  | US Orléans           | Ext. | 0 - 1 | Rapport | Diguiny (76e)                                   | -                                                       | 6e     | 25     |        |
| 22 décembre 2012   | J18  | AS Cherbourg         | Dom. | 1 - 2 | Rapport | Eveno (81e pen.)                                | Goba (21e) Souhayli (84e)                               | 7e     | 25     |        |
| 12 janvier 2013    | J19  | US Boulogne          | Ext. | 0 - 3 | Rapport | Robic (52e) Youssouf (55e) Gaffory (90+3e)      | -                                                       |        | 28     |        |
| 19 janvier 2013    | J20  | FC Metz              | Ext. | 1-1   | Rapport | Gaffory (39e)                                   | N'Gbakoto (69e)                                         |        | 29     | 6 093  |
| 26 janvier 2013    | J21  | US Luzenac           | Dom. | 3-0   | Rapport | Mohamed Youssouf (16e) (44e) Antony Robic (79e) | -                                                       |        | 32     | 2 706  |
| 2 février 2013     | J22  | US Quevilly          | Ext. |       |         |                                                 |                                                         |        |        |        |
| 9 février 2013     | J23  | US Créteil-Lusitanos | Dom. |       |         |                                                 |                                                         |        |        |        |
| 16 février 2013    | J24  | ES Uzès              | Ext. |       |         |                                                 |                                                         |        |        |        |
| 23 février 2013    | J25  | SAS Épinal           | Dom. |       |         |                                                 |                                                         |        |        |        |
| 2 mars 2013        | J26  | ES Fréjus            | Ext. |       |         |                                                 |                                                         |        |        |        |
| 9 mars 2013        | J27  | Amiens SC            | Dom. |       |         |                                                 |                                                         |        |        |        |
| 16 mars 2013       | J28  | USJA Carquefou       | Ext. |       |         |                                                 |                                                         |        |        |        |
| 23 mars 2013       | J29  | FC Bourg-Péronnas    | Dom. |       |         |                                                 |                                                         |        |        |        |
| 30 mars 2013       | J30  | FC Colmar            | Ext. |       |         |                                                 |                                                         |        |        |        |
| 6 avril 2013       | J31  | Red Star 93          | Dom. |       |         |                                                 |                                                         |        |        |        |
| 13 avril 2013      | J32  | FC Rouen             | Ext. |       |         |                                                 |                                                         |        |        |        |
| 19 avril 2013      | J33  | Paris FC             | Dom. |       |         |                                                 |                                                         |        |        |        |
| 27 avril 2013      | J34  | CA Bastia            | Ext. |       |         |                                                 |                                                         |        |        |        |
| 4 mai 2013         | J35  | US Orléans           | Dom. |       |         |                                                 |                                                         |        |        |        |
| 11 mai 2013        | J36  | AS Cherbourg         | Ext. |       |         |                                                 |                                                         |        |        |        |
| 17 mai 2013        | J37  | US Boulogne          | Dom. |       |         |                                                 |                                                         |        |        |        |
| 24 mai 2013        | J38  | Le Poiré-sur-Vie VF  | Ext. |       |         |                                                 |                                                         |        |        |        |

### Matchs amicaux
4 juillet 2012
11 juillet 2012
14 juillet 2012
17 juillet 2012
21 juillet 2012
29 juillet 2012

### Coupe de la ligue
7 août 2012

### Coupe de France
14 octobre 2012

## Statistiques

### Statistiques individuelles
| Numéro | Nat. | Nom        | Championnat | Championnat | Championnat | Championnat  | Coupe de la Ligue | Coupe de la Ligue | Coupe de la Ligue | Coupe de la Ligue | Coupe de France | Coupe de France | Coupe de France | Coupe de France | Total | Total       | Total  | Total        |
| Numéro | Nat. | Nom        | M.j.        | But inscrit | Averti      | Carton rouge | M.j.              | But inscrit       | Averti            | Carton rouge      | M.j.            | But inscrit     | Averti          | Carton rouge    | M.j.  | But inscrit | Averti | Carton rouge |
| ------ | ---- | ---------- | ----------- | ----------- | ----------- | ------------ | ----------------- | ----------------- | ----------------- | ----------------- | --------------- | --------------- | --------------- | --------------- | ----- | ----------- | ------ | ------------ |
| 1      |      | Bédénik    | 26          | 0           | 0           | 1            |                   |                   |                   |                   |                 |                 |                 |                 | 26    | 0           | 0      | 1            |
| 5      |      | N'Diaye    | 13          | 1           | 3           | 0            | 1                 | 0                 | 0                 | 0                 |                 |                 |                 |                 | 14    | 1           | 3      | 0            |
| 6      |      | Boé-Kane   | 29          | 2           | 9           | 0            | 1                 | 0                 | 1                 | 0                 | 1               | 0               | 0               | 0               | 31    | 2           | 10     | 0            |
| 7      |      | Gaffory    | 17          | 3           | 2           | 0            | 1                 | 0                 | 0                 | 0                 | 1               | 0               | 0               | 0               | 19    | 3           | 2      | 0            |
| 8      |      | Sanchez    | 2           | 0           | 0           | 0            | 1                 | 0                 | 0                 | 0                 |                 |                 |                 |                 | 3     | 0           | 0      | 0            |
| 9      |      | Diguiny    | 24          | 6           | 0           | 0            | 1                 | 0                 | 0                 | 0                 | 1               | 0               | 0               | 0               | 26    | 6           | 0      | 0            |
| 10     |      | Mohamed    | 28          | 7           | 4           | 0            |                   |                   |                   |                   | 1               | 1               | 0               | 0               | 29    | 8           | 4      | 0            |
| 11     |      | Gomez      | 18          | 1           | 3           | 0            |                   |                   |                   |                   | 1               | 0               | 0               | 0               | 19    | 1           | 3      | 0            |
| 12     |      | Haquin     | 20          | 1           | 0           | 1            | 1                 | 3                 | 0                 | 0                 |                 |                 |                 |                 | 21    | 4           | 0      | 1            |
| 13     |      | Ponroy     | 27          | 2           | 2           | 0            | 1                 | 0                 | 1                 | 0                 | 1               | 0               | 0               | 0               | 29    | 2           | 3      | 0            |
| 14     |      | Berson     | 28          | 0           | 10          | 1            | 1                 | 0                 | 0                 | 0                 |                 |                 |                 |                 | 29    | 0           | 10     | 1            |
| 15     |      | Reydel     | 7           | 0           | 1           | 0            | 1                 | 0                 | 1                 | 0                 |                 |                 |                 |                 | 8     | 0           | 2      | 0            |
| 16     |      | Le Rouzic  | 6           | 0           | 1           | 0            | 1                 | 0                 | 0                 | 0                 | 1               | 0               | 0               | 0               | 8     | 0           | 1      | 0            |
| 17     |      | Robic      | 28          | 5           | 6           | 0            |                   |                   |                   |                   |                 |                 |                 |                 | 28    | 5           | 6      | 0            |
| 18     |      | Eveno      | 10          | 1           | 0           | 0            |                   |                   |                   |                   |                 |                 |                 |                 | 10    | 1           | 0      | 0            |
| 19     |      | Youssouf   | 32          | 9           | 0           | 0            | 1                 | 0                 | 0                 | 0                 | 1               | 0               | 0               | 0               | 34    | 9           | 0      | 0            |
| 20     |      | Christophe | 11          | 0           | 2           | 1            |                   |                   |                   |                   | 1               | 0               | 0               | 0               | 12    | 0           | 2      | 1            |
| 21     |      | Jarsalé    | 2           | 0           | 1           | 0            | 1                 | 0                 | 0                 | 0                 |                 |                 |                 |                 | 3     | 0           | 1      | 0            |
| 22     |      | Bangoura   | 6           | 0           | 0           | 0            |                   |                   |                   |                   | 1               | 0               | 0               | 0               | 7     | 0           | 0      | 0            |
| 23     |      | Kakou      | 19          | 0           | 0           | 0            |                   |                   |                   |                   | 1               | 0               | 0               | 0               | 20    | 0           | 0      | 0            |
| 24     |      | Bonnet     | 26          | 0           | 3           | 0            | 1                 | 0                 | 0                 | 0                 | 1               | 0               | 0               | 0               | 28    | 0           | 3      | 0            |
| 26     |      | Béreaud    | 4           | 0           | 0           | 0            | 1                 | 0                 | 0                 | 0                 | 1               | 0               | 0               | 0               | 6     | 0           | 0      | 0            |
| 27     |      | Julienne   | 19          | 1           | 2           | 0            |                   |                   |                   |                   | 1               | 1               | 0               | 0               | 20    | 2           | 2      | 0            |
| 30     |      | Anceaux    | 1           | -1          | 0           | 0            |                   |                   |                   |                   |                 |                 |                 |                 | 1     | -1          | 0      | 0            |
| 32     |      | Ridjali    |             |             |             |              |                   |                   |                   |                   |                 |                 |                 |                 |       |             |        |              |
| 33     |      | Lawson     | 6           | 0           | 1           | 0            |                   |                   |                   |                   |                 |                 |                 |                 | 6     | 0           | 1      | 0            |
| 33     |      | Dielna     | 1           | 0           | 0           | 0            |                   |                   |                   |                   |                 |                 |                 |                 | 1     | 0           | 0      | 0            |
| 40     |      | Diafuka    |             |             |             |              |                   |                   |                   |                   |                 |                 |                 |                 |       |             |        |              |

### Statistiques Collectives
|                                  | Matchs à domicile                              | Matchs à l'extérieur                                                                                  | Global                                                                                                |
| -------------------------------- | ---------------------------------------------- | --- | --- |
| Victoires                        | 2                                              | 2 | 4 |
| Nuls                             | 1                                              | 1 | 2 |
| Défaites                         | 2                                              | 1 | 3 |
| Buts marqués                     | 5                                              | 7 | 12 |
| Bus encaissés                    | 5                                              | 4 | 9 |
| Victoires consécutives           |                                                | | |
| Nuls consécutifs                 |                                                | | |
| Défaites consécutives            | 2                                              | | 2 |
| Matchs consécutifs sans défaite  |                                                | | |
| Matchs consécutifs sans victoire | 2                                              | | 2 |
| Buteurs                          | Mohamed Youssouf (3) El Fardou Ben Mohamed (1) | El Fardou Ben Mohamed (2) Mohamed Youssouf (1) Antoine Ponroy (1) Oumar N'Diaye (1) Yann Boé-Kane (1) | Mohamed Youssouf (4) El Fardou Ben Mohamed (3) Antoine Ponroy (1) Oumar N'Diaye (1) Yann Boé-Kane (1) |

## Formation

### Séniors
- Équipe A: National (Division III)
- Équipe B: DH (Division VI) Entrainée par Yvon Hochet
- Équipe C: DSE (Division VII) Entrainée par Florian Tozzo

### Équipe U19
- Équipe A: Division Honneur Bretagne U19 Entrainée par David Gouzerch
- Équipe B: Division Régionale Honneur Bretagne U19 Entrainée par Florian Tozzo

### Équipe U17
- Équipe A: Championnat National U17 Entraînée par Anthony Bastide
- Équipe B: Division Honneur Bretagne U17 Entraînée par Yoann Guillouche

### Équipe U15
- Équipe A : Division Honneur Bretagne U15 Entrainée par Ireck Becker
- Équipe B : Division Régionale Honneur U15  Entrainée par Jacques Dano
- Équipe C : D1 District U15  Entrainée par Jérémy Pacheco

### Vétérans
- Équipe A: Championnat Vétérans Vannes